# イアジュディン・アハメド
イアジュディン・アハメド（ベンガル語: ইয়াজউদ্দিন আহম্মেদ、英: Iajuddin Ahmed、1931年2月1日 - 2012年12月10日）は、バングラデシュの政治家。2002年から2009年まで、同国の大統領を務めた。
インド・ベンガル州（現 バングラデシュ）のムンシガニの有力なイスラム教の家庭に生まれた。父はムールヴィ・イブラヒム。姓はアーメドと表記されることもある。ダッカ大学とオックスフォード大学（イギリス）を卒業し、ウィスコンシン大学（アメリカ合衆国）で修士号と博士号を取得した。
ダッカ大学土壌学部教授および学部長を務めた後、1991年にバングラデシュ暫定政府の顧問に就任。また公共サービス委員会委員長に就任し、1993年まで務めた。1995年から1999年にかけて大学奨学金委員会委員長に就任した。
2002年9月6日に大統領に就任。2006年に心臓のバイパス手術を受けた。同年10月から2007年1月まで首相代行も務めたが、国内の批判を受けて辞任し、バングラデシュ中央銀行総裁のファクルッディン・アーメドを後任に任命した。
2012年12月10日、タイ・バンコクのバムルンラート病院で死去。81歳没。